# مونوریل

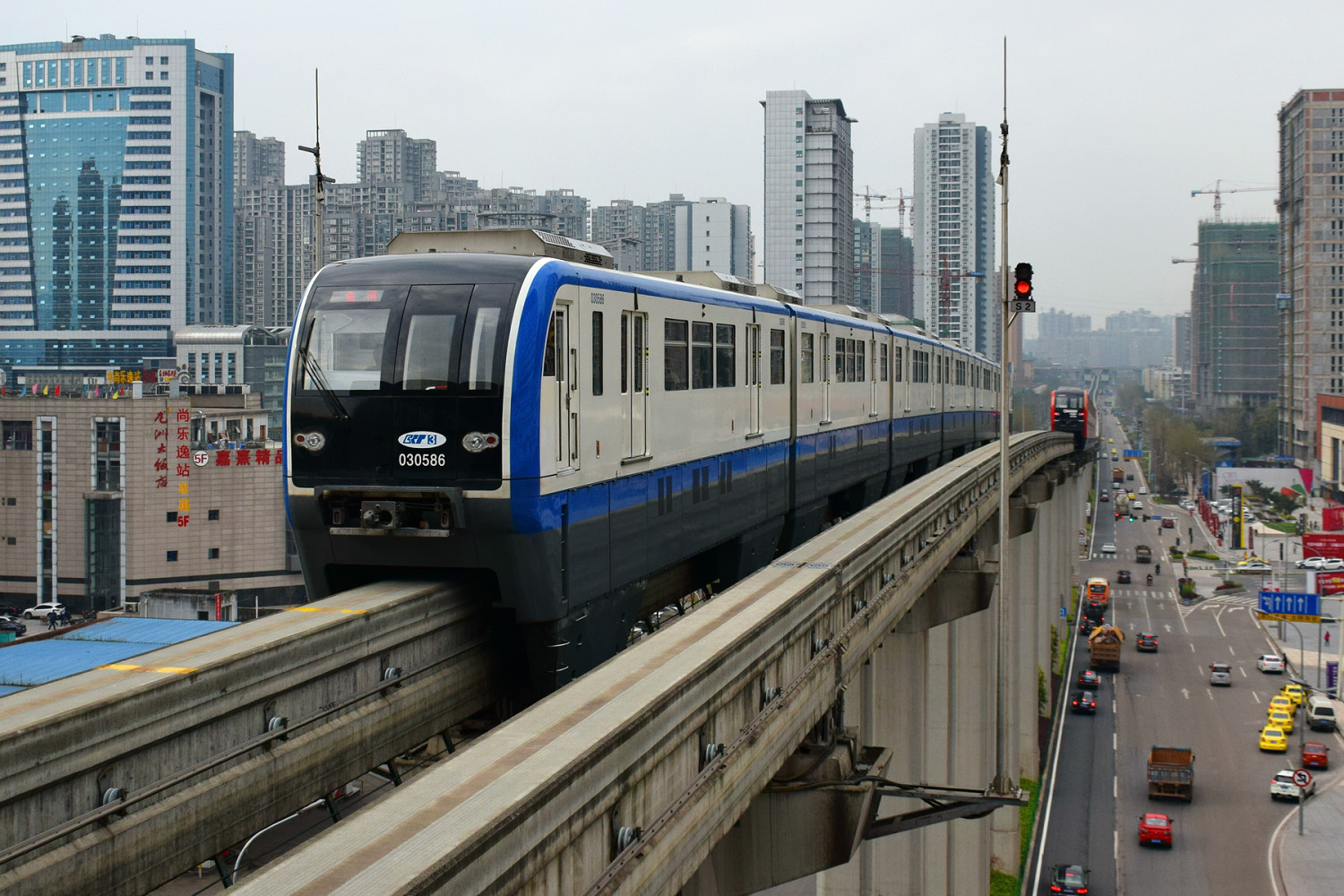
قطار شهری چونگ کینگ دارای طولانی‌ترین و شلوغ‌ترین سامانه تک‌ریل در جهان است که خط ۳ آن طولانی‌ترین و شلوغ‌ترین خط تک‌ریل جهان است.

تک‌ریل یا مونوریل (به انگلیسی: monorail) گونه‌ای راه‌آهن است که در آن مسیر از یک خط آهن یا یک تیر تشکیل شده‌ است. از عبارت «تک‌ریل» همچنین برای اشاره به خود مسیر یا خط آهن یا قطاری که بر روی این مسیر حرکت می‌کند نیز استفاده می‌شود. این اصطلاح از پیوستن دو واژه «مونو» (به معنای یک) و «ریل» (به معنای خط آهن) به همدیگر ساخته شده‌است.
به زبان عامیانه، اصطلاح «تک‌ریل» برای توصیف هر نوع قطاری که در ارتفاع حرکت کند گفته می‌شود، و به صورت دقیق تر عبارت «تک‌ریل» بیشتر به سبک مسیر اشاره دارد.

## تاریخچه

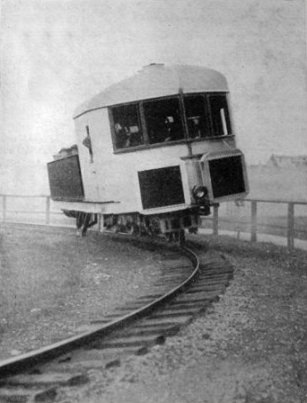
تک‌ریل لوئیس برنان (۱۹۰۷)

نخستین ثبت اختراع برای وسیلهٔ نقلیه‌ای که برای حرکت روی یک خط آهن طراحی شده باشد در انگلستان و در ۲۲ نوامبر سال ۱۸۲۱ بود. مخترع آن فردی به نام هنری رابینسون پالمر بود. در سال ۱۸۲۴ یک خط برای آن در منطقهٔ دپت‌فورد داکی‌یارد در لندن ساخته شد و در سال ۱۸۲۵ خط دیگری در منطقهٔ چِزِنْت واقع در ایالت هرت‌فوردشر انگلستان تأسیس شد که بعدها راه‌آهن چِزِنْت نامیده شد. یک خط کوتاه هم برای حمل آجر از کوری نزدیک چزنت به سمت رودخانهٔ لی ساخته شد. این تک‌ریل که از یک اسب به‌عنوان پیشرانه استفاده می‌کرد، نخستین خط تک‌ریل بود که مسافر جابه‌جا می‌کرد.

## تمایز از دیگر سامانه‌های ترابری
تک‌ریل‌ها در جابجایی مسافر در فرودگاه‌ها و قطارهای شهری ظرفیت متوسط، کاربردهایی پیدا کرده‌اند. برای تمایز تک‌ریل از حالت‌های دیگر ترابری، انجمن تک‌ریل آن را به این صورت تعریف کرده‌است: "یک خط آهن منفرد که به عنوان یک مسیر برای وسایل نقلیه مسافری یا باری خدمت می‌کند. در بیشتر موارد خط آهن در ارتفاع قرار دارد، اما تک‌ریل‌ها همچنین می‌توانند همسطح، زیر سطح یا در تونل‌های قطارشهری کار کنند. وسایل نقلیه یا به صورت معلق هستند یا به صورت زین اسبی بر روی مسیر سوار می‌شوند. تک‌ریل‌ها عریض تر از مسیر راهنمای خود هستند. "

### شباهت‌ها

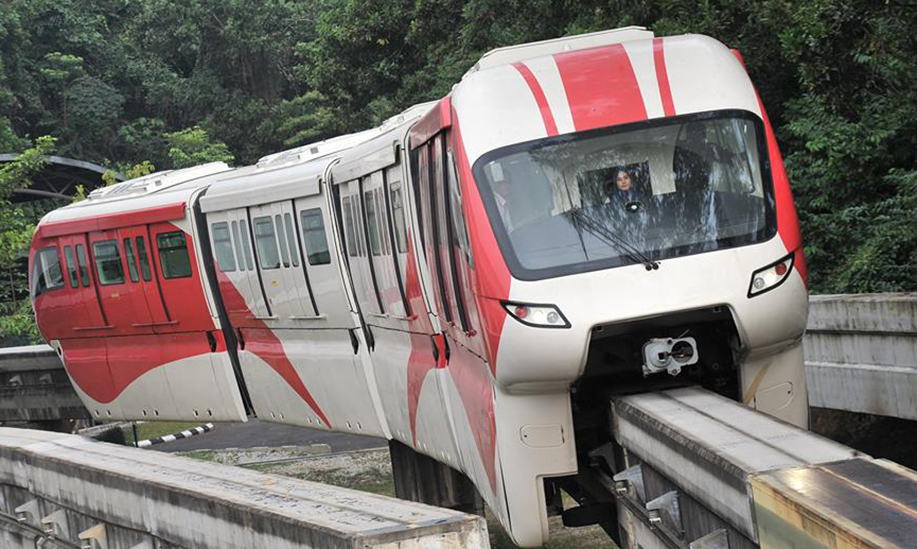
KL Monorail در مسیر آزمایشی در مالزی.

تک‌ریل‌ها معمولاً در ارتفاع (نسبت به جاده معمولی خودروها) کار می‌کنند و همین امر گاهی باعث اشتباه گرفتن آنها با دیگر سامانه‌های خط آهنی می‌شود. ظاهر واگن تک‌ریل‌‌ها معمولاً شبیه به واگن قطار سبک شهری است، و می‌تواند با راننده یا بدون راننده باشد. این واگن‌ها می‌توانند صلب و یکپارچه بوده یا از چندین واحد متصل به هم تشکیل شده باشند. مانند دیگر قطارهای شهری پیشرفته، تک‌ریل‌‌ها را نیز می‌توان با موتورهای القایی خطی به حرکت درآورد و مانند قطارهای متداول، واگن‌ها را می‌توان بر روی هزارچرخ‌هایی نصب کرد تا تأثیر پیچ‌های مسیر کاهش داده شود.

### تفاوت‌ها

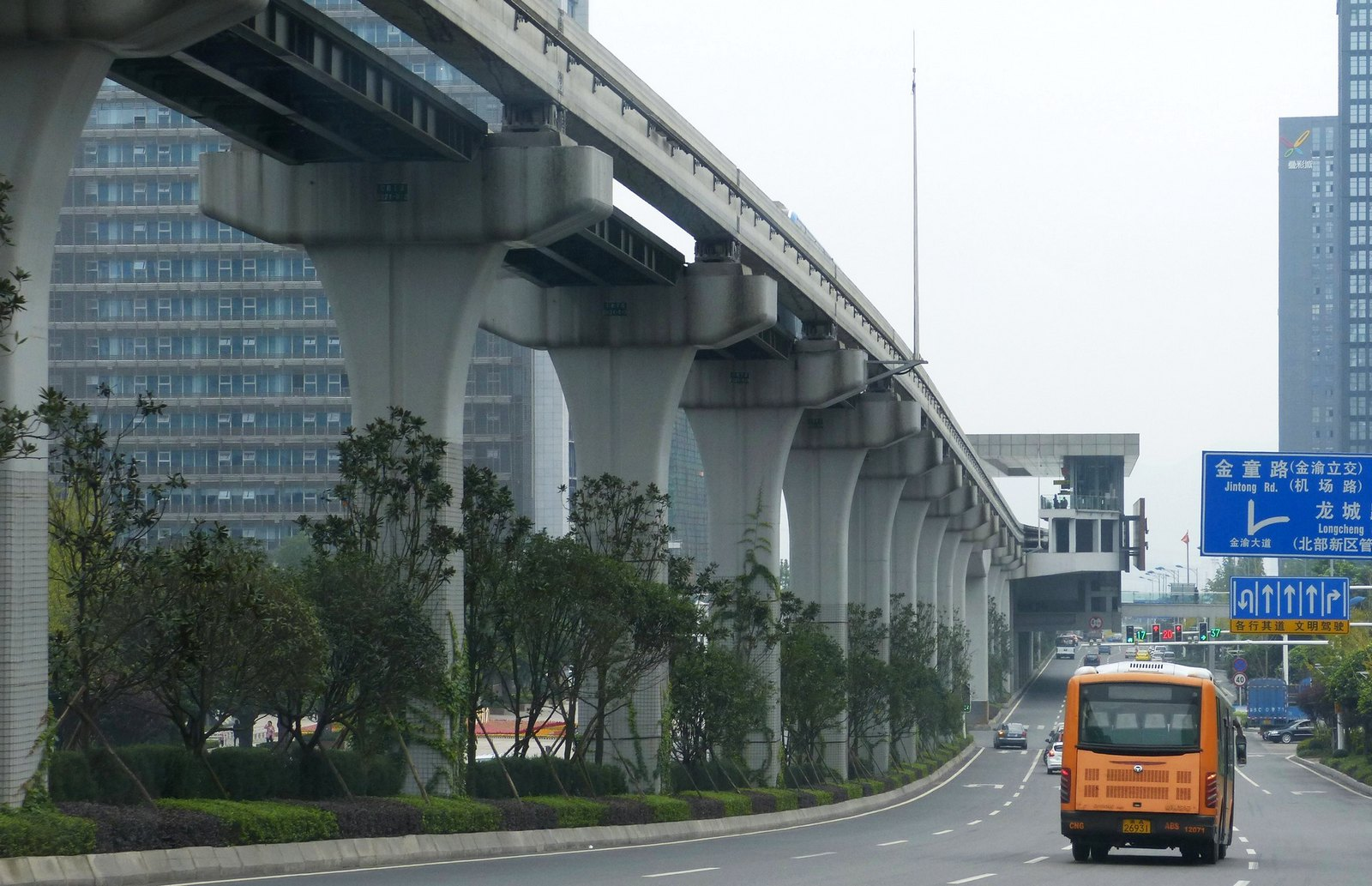
تک‌ریل روی ستون‌های بتونی در چونگ کینگ، چین.

برخلاف برخی از قطارهای برقی و سامانه‌های خط آهن سبک، تک‌ریل‌های امروزی به دلیل هندسه خط آهن، همیشه از دیگر ترافیک و عابران پیاده جدا می‌شوند. آن‌ها برخلاف دیگر سامانه‌های هدایت شونده از طریق تعامل با یک تیر واحد هدایت و پشتیبانی می‌شوند. در تک‌ریل‌ها از شاخک برقرسان استفاده نمی‌شود.
از دیدگاه مسافران، تک‌ریل می‌تواند مزایایی نسبت به قطار، اتوبوس و خودرو داشته باشد. همانند دیگر سامانه‌های حمل‌ونقل با سطح جداگانه، مسیر تک‌ریل ها فاقد چراغ قرمز، پیچ‌های تقاطع و گره ترافیکی است. قطارها، اتوبوس‌ها، خودروها و عابران پیاده، ‌روی یک سطح می‌توانند هر یک با دیگری تصادف کنند، در حالی که وسایل نقلیه‌ی دارای مسیر مستقل و جدا شده از سطح، مانند تک‌ریل تنها با دیگر وسایل نقلیه در همان سامانه برخورد می‌کنند، که احتمال آن بسیار کمتر است. همانند دیگر سامانه‌های ترابری مرتفع، مسافران تک‌ریل از نور خورشید و مناظر لذت می‌برند و با تماشای نشانه‌های آشنا، می‌توانند بهتر بدانند که برای رسیدن به مقصد چه زمانی پیاده شوند. تک‌ریل‌ها می‌توانند آرام‌تر از اتوبوس‌ها و قطارهای دیزلی باشند. آنها برق را از سازه مسیر به دست می‌آورند، که این امر نیاز به خطوط برق هوایی و قطب‌های هزینه‌بر، که برای بسیاری از افراد ناخوشایند است را از بین می‌برد. تیر تک‌ریل در مقایسه با قطار مرتفع نیویورک، شیکاگو و جاهای دیگر، سایه باریکی ایجاد می‌کند.

## انواع و جنبه‌های فنی

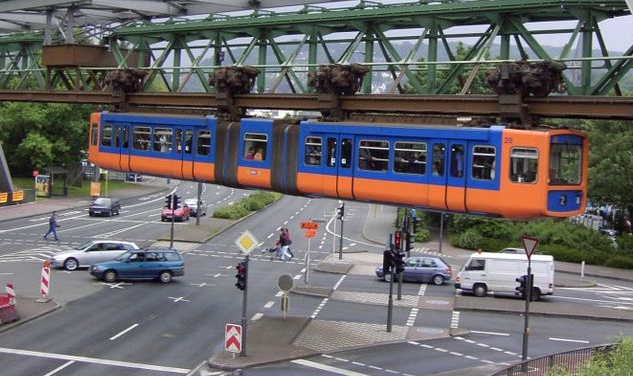
تک‌ریل معلق ووپرتال در آلمان اولین تک‌ریل معلق الکتریکی در جهان است.

تک‌ریل‌های امروزی به یک تیر صلب بزرگ برای حرکت وسیله نقلیه بر روی آن وابسته هستند. دو نوع اصلی تک‌ریل وجود دارد که با هم در رقابت هستند: تک‌ریل‌های زین اسبی و تک‌ریل‌های معلق. متداول‌ترین نوع آن، تک‌ریل زین اسبی است که در آن قطار زین اسبی شکل بر روی یک تیر فولادی یا بتن آرمه به عرض ۰٫۶ تا ۰٫۹ متر می‌نشیند. یک واگن لاستیک‌دار از بالا و دو طرف برای به حرکت درآورن قطار و ایجاد ثبات با خط آهن در تماس قرار می‌گیرد. این شکل از قطار توسط شرکت آلمانی ALWEG متداول گردیده‌ است.

### توان
تقریباً تمام تک‌ریل‌های امروزی با موتورهای الکتریکی به حرکت درآورده می‌شوند. این موتورهای الکتریکی به وسیله خط آهن سوم، سیم‌های تماسی یا کانال‌های برق‌دار نصب شده در تیرهای هدایت تغذیه می‌شوند، اما تک‌ریل‌های نفت-گازسوز نیز وجود دارند. در گذشته برخی سامانه‌ها مانند Lartigue Monorail از لوکوموتیو بخار استفاده می‌کردند.

### شناوری مغناطیسی

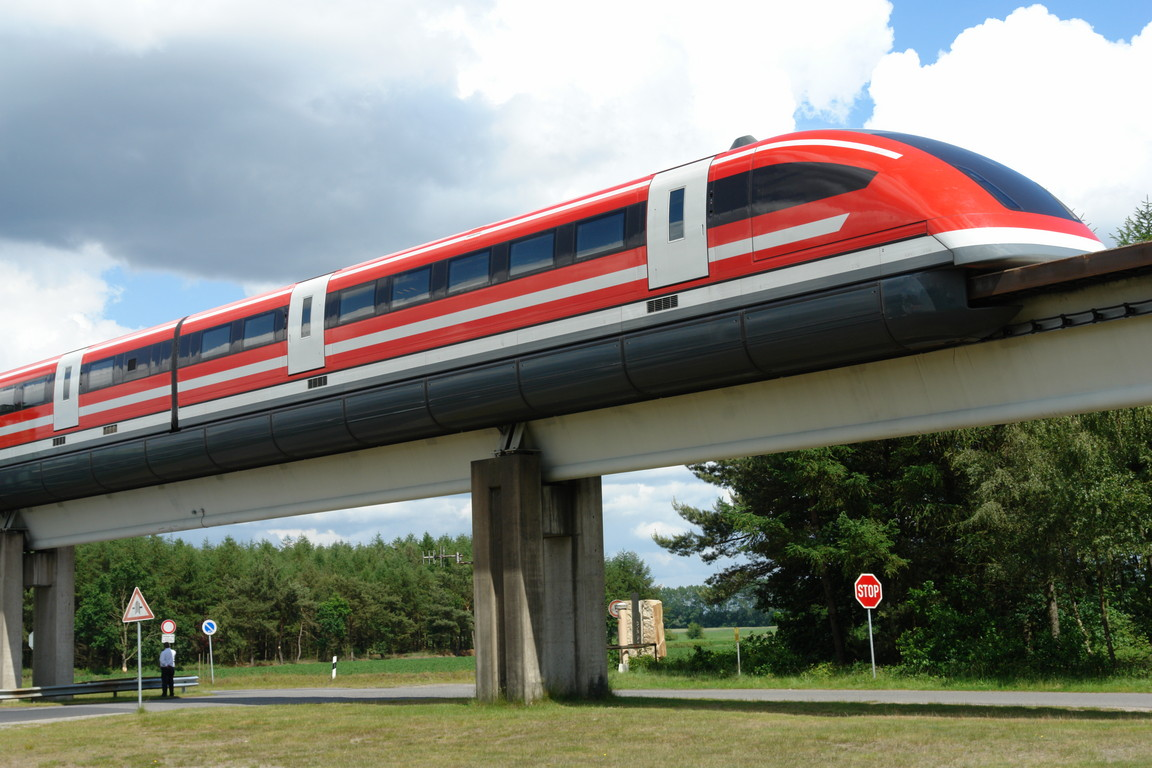
قطار ترانس‌رپید بر روی تک‌ریل در جنوب آلمان.

قطارهای ترانس‌رپید آلمانی که نوعی قطار شناور مغناطیسی یا مَگ لِو است به صورت تک‌ریل‌های زین اسبی توسعه داده شدند، چرا که این نوع از قطارها بسیار پایدار بوده و اجازه کاهش سرعت سریع را فراهم می‌کنند. در سرعت‌های بالا، قطارهای مغناطیسی (نوع ترانس‌رپید) بر روی ریل شناور شده و با آن در تماس نیستند. قطار مغناطیسی سریع‌ترین قطار در بین تمام سامانه‌های خط‌نَوَرد است؛ قطار آزمایشی SCMaglev حدنصاب سرعت ۶۰۳ کیلومتر بر ساعت را ثبت کرده‌ است. قطار مغناطیسی شانگهای که تجاری‌سازی شده‌ است، سرعت ۵۰۱ کیلومتر بر ساعت را ثبت کرده‌است. هر چند طول مسیر این قطار به قدری طولانی است که شاید نتوان به آن نام تک‌ریل داد. همچنین تک‌ریل‌های مغناطیسی با سرعت کمتری برای ترابری شهری در نظر گرفته شده‌اند، مانند Linimo ژاپن (۲۰۰۳).

### تعویض خط

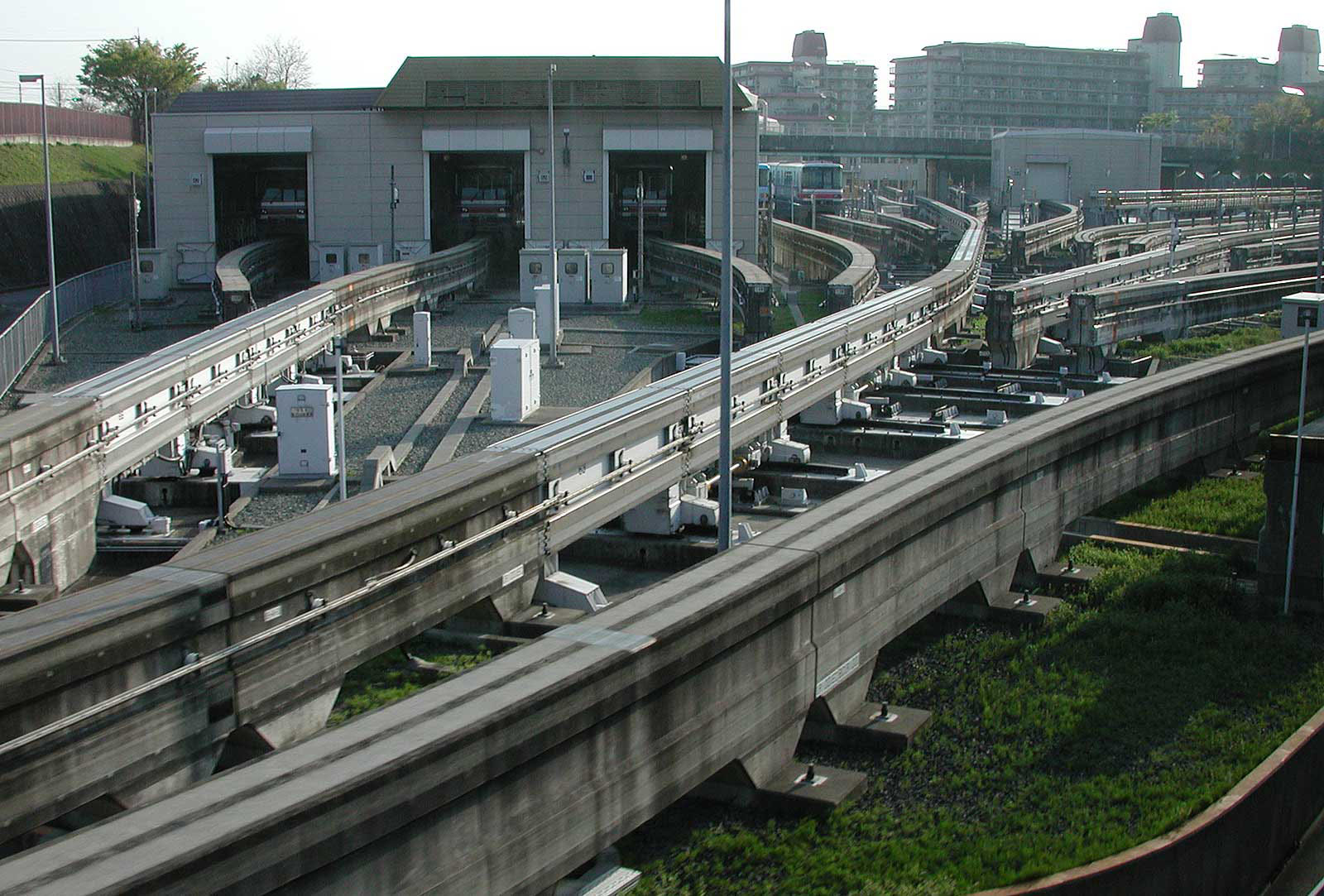
ایستگاه تعویض خط در تک‌ریل ازاکا، ژاپن

برخی از تک‌ریل‌های اولیه (به خصوص تک‌ریل معلق ووپرتال، در آلمان) دارای طرحی هستند که انتقال از یک خط به خط دیگر را دشوار می‌کند. برخی دیگر از تک‌ریل‌ها با کارکردن در یک حلقه مداوم یا بین دو ایستگاه ثابت، همان‌طور که در تک‌ریل مرکز سیاتل وجود دارد، تا حد امکان از تعویض خط خودداری می‌کنند.

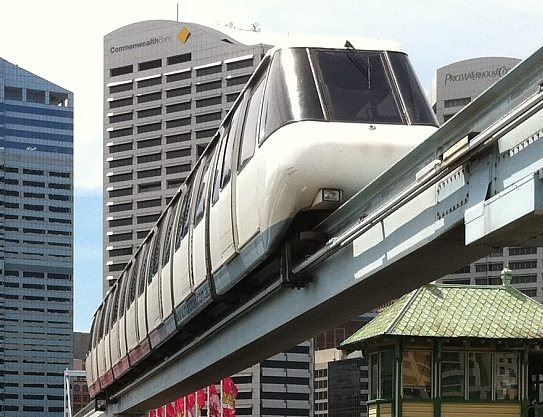
تک‌ریل سیدنی در شهر سیدنی با حرکت در یک حلقه واحد از تعویض خط خودداری می‌کند.

تک‌ریل‌های کنونی نسبت به گذشته قابلیت تعویض خط کارآمدتری دارند. با استفاده از تک‌ریل معلق، تعویض ممکن است با حرکت دادن بیرون‌بند در داخل تیرآهن برای انتقال قطارها به یک خط یا خط دیگر انجام شود.
تک‌ریل‌های زین اسبی به حرکت تیر برای تعویض خط نیاز دارند، که یک روش تقریباً پرزحمت بود. اکنون رایج‌ترین راه دستیابی به این هدف قرار دادن دستگاهی متحرک در بالای سکویی محکم است که توانایی تحمل وزن وسایل نقلیه، تیرها و سازوکار خاص خود را داشته باشد. تیرهای چند بخشی بر روی غلتک‌ها به جای خود حرکت می‌کنند تا یک تیر را با تیر دیگر تراز کنند و قطار را در جهت مورد نظر خود هدایت کنند، در حالی که طرح اولیه را ALWEG ساخته است و قادر است یک عملیات تعویض خط را در ۱۲ ثانیه به پایان برساند.
یک گزینه جایگزین برای تعویض خط Y-شکل، استفاده از یک سینی دوار است، که در آن یک ماشین روی بخشی از مسیر قرار دارد که می‌تواند به چندین مسیر مختلف تغییر جهت دهد.

### شیب
تک‌ریل‌های لاستیک دار معمولاً برای کنار آمدن با ۶٪ شیب طراحی می‌شوند. قطارهای خط آهن سبک لاستیک‌دار یا قطارهای شهری می‌توانند با شیب‌های یکسان یا بیشتر از آن کنار بیایند - به عنوان مثال، قطارشهری لوزان شیب‌هایی تا ۱۲٪ داشته و قطارشهری مونترال تا ۶٫۵٪ شیب دارد. 

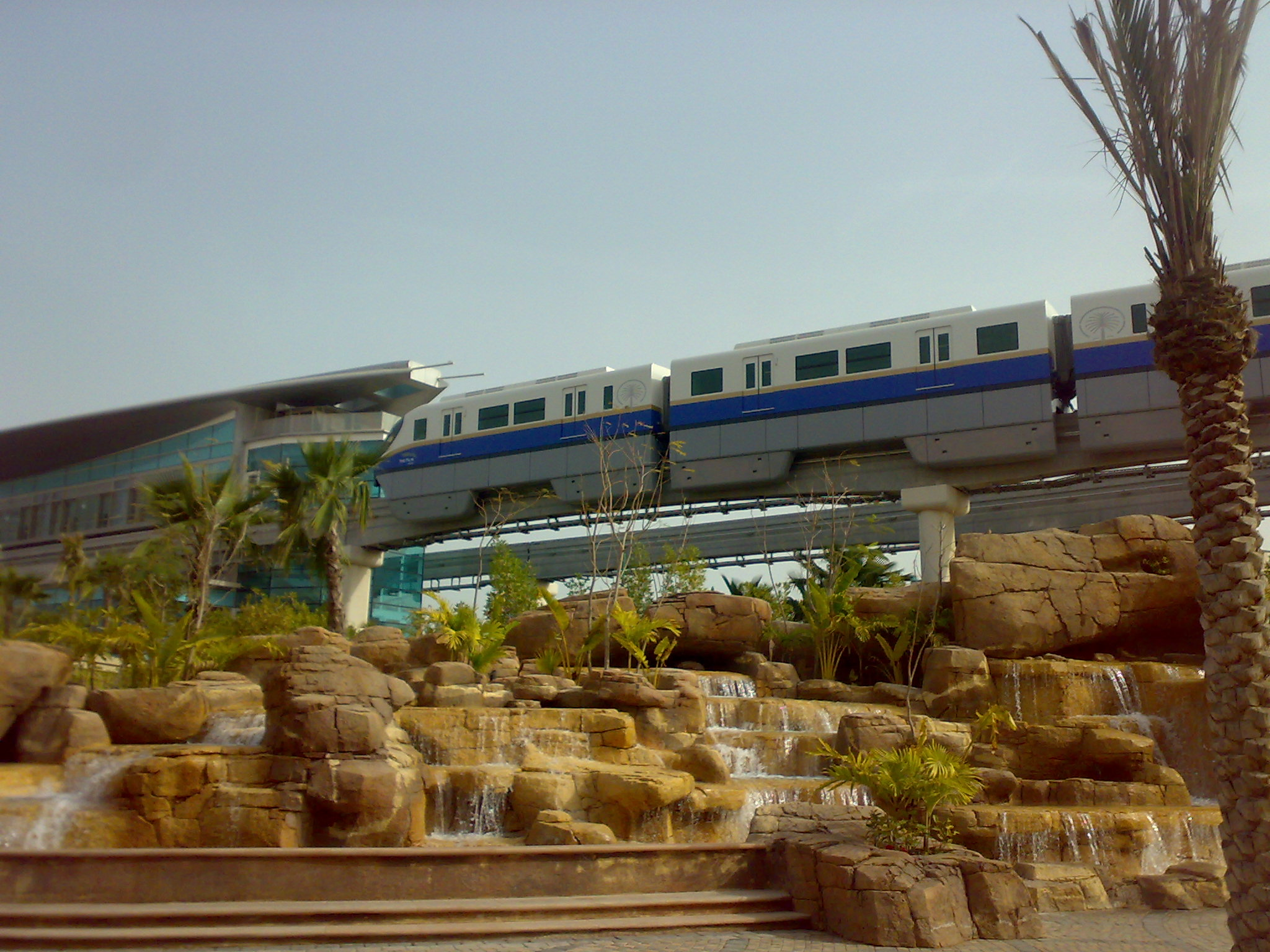
تک‌ریل پالم جمیرا در سال ۲۰۰۹ در شهر دبی، امارات متحده عربی

## ویژگی‌ها و قابلیت‌های تک‌ریل

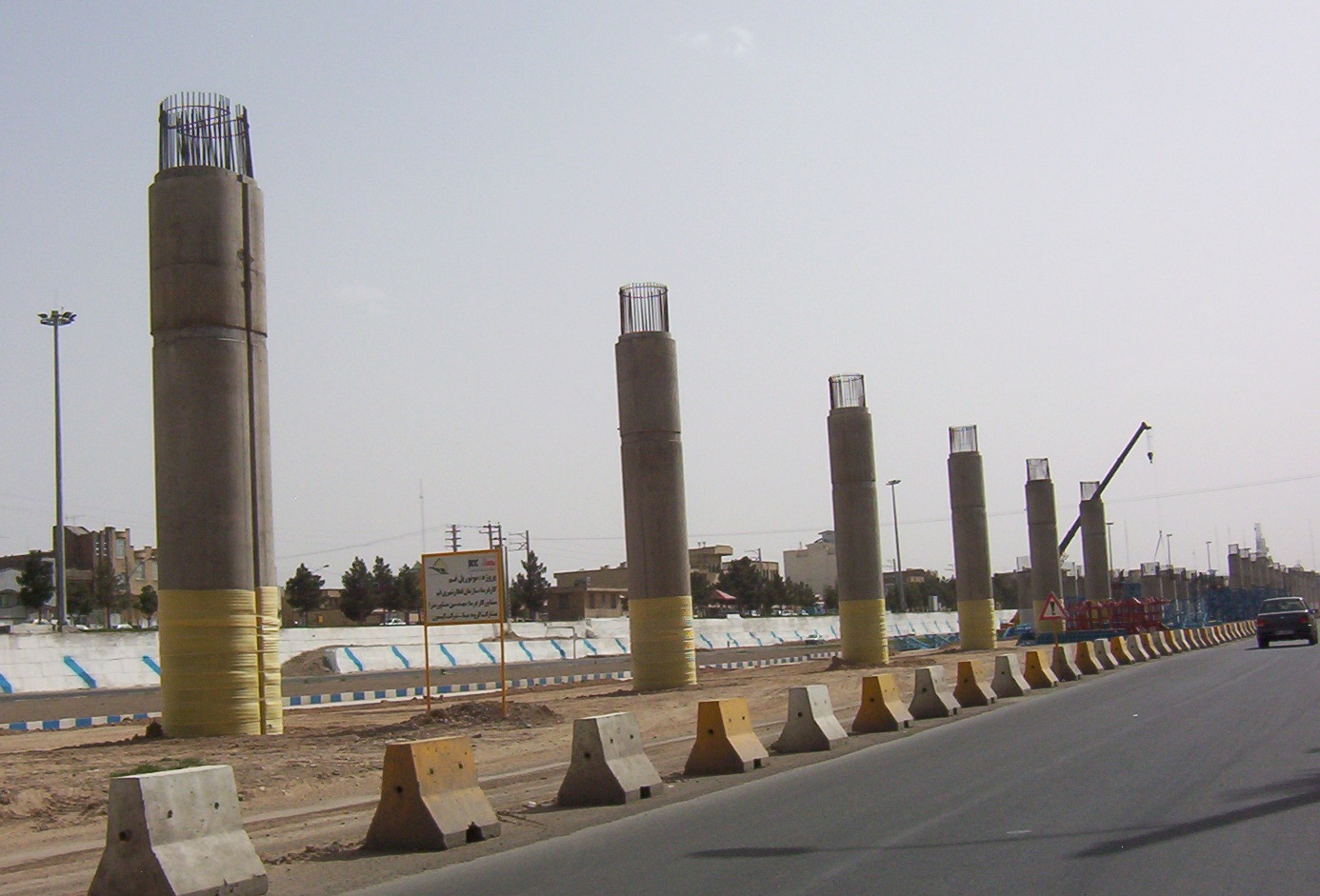
تک‌ریل در حال ساخت در قم، ایران

تک‌ریل وسیلهٔ نقلیه‌ای ایمن، پاک و مناسب است که به کار گرفتن آن می‌تواند کمک زیادی به کاهش آلودگی محیط زیست، حجم ترافیک و هزینه‌های جانبی آن کند. در سال ۲۰۰۷ تک‌ریل لاس وگاس به کنار رفتن حدود ۲٫۳ میلیون مایل وسیلهٔ نقلیه از شاهراه نودای جنوبی کمک کرد و باعث کاهش یافتن انتشار بیش از ۵۸ تن کربن مونواکسید (CO) و ترکیبات آلی فرار (VOC) و اکسید نیتروژن (NOX) در یک دورهٔ یکساله شد.

قرار گرفتن تک‌ریل در ارتفاع، ساختار خط آهن، و سازهٔ مستحکم خطوط آن، موجب تبدیل تک‌ریل به یکی از ایمن‌ترین وسایل ترابری شده‌است در تاریخ تک‌ریل تنها یک حادثهٔ کشنده در مقابل میلیون‌ها جابه‌جایی مسافر پیش آمد و آن حادثهٔ تک‌ریل واپرتال در آلمان بود که سبب کشته‌شدن ۵ نفر شد. سازهٔ مسیر و ستون تک‌ریل هم به گونه‌ای می‌باشد که توانایی مقابله با زمین‌لرزه را دارد تک‌ریل‌های سیاتل و اوزاکا توانست اند در مقابل زمین‌لرزه‌هایی که در مناطق آن‌ها صورت گرفت مقاومت کنند. 

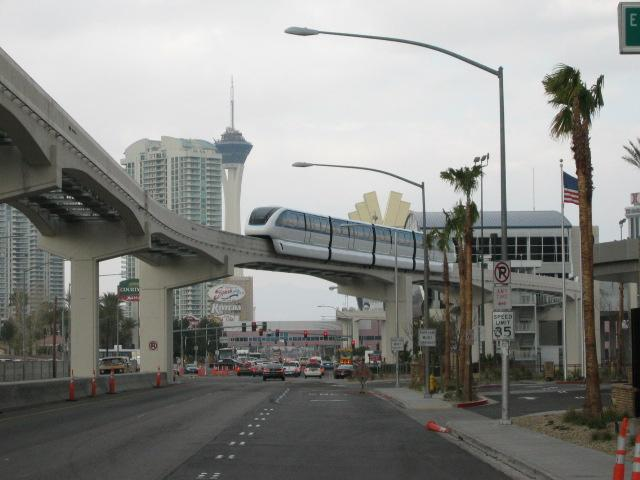
تک‌ریل در لاس وگاس، آمریکا

بیشتر تک‌ریل‌ها توانایی جابه‌جایی هزاران مسافر دارند که با توجه به ویژگی‌های مثبت دیگر آن می‌توانند تبدیل به یکی از مناسب‌ترین وسایل ترابری شوند؛ برای نمونه تک‌ریل چانگ‌کینگ چین که یک تک‌ریل اندازه‌بزرگ شرکت هیتاچی می‌باشد توانایی جابه‌جایی ۳۰٬۰۰۰ مسافر را در ساعت برای مسافت ۱۹ کیلومتر دارد.
تک‌ریل را می‌توان مناسب‌ترین وسیلهٔ ترابری همگانی در حل مشکلات ارتباطی مناطقی دانست که از نظر اقلیمی شرایط ویژه‌ای دارند، از قبیل مناطق کوهستانی که پَستی و بلندی‌های زیادی دارند، مناطقی که شرایط آب و هوایی بسیار گرم یا بسیار سرد دارند و کشورهایی که دارای جزایر متعدد هستند مانند کشورهای ژاپن و چین که تک‌ریل در آنجا تبدیل به مناسب‌ترین وسیله در میان وسایل ترابری شده‌ است.
اکنون حدود ۲۰ کشور دارای ترابری تک‌ریل می‌باشند و کشورهای زیاد دیگری احداث آن را در دستور کار خود قرار داده‌اند که پیش‌بینی می‌شود تا ۴ سال آینده به ۲۶ کشور هم برسند. افزون بر کشورهای پیشرفته‌ای مانند ژاپن، آلمان، آمریکا، چین، انگلستان دیگر کشورهای نظیر مالزی، تایلند، برزیل، امارات، آفریقای جنوبی و سنگاپور نیز از این نوع ترابری استفاده می‌کنند.

## نگارخانه

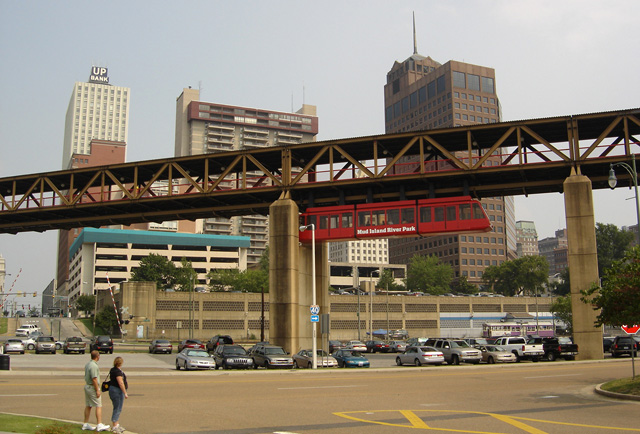
تک‌ریل معلق در ماد آیلاند، در ممفیس ، تنسی ، ۲۰۰۵
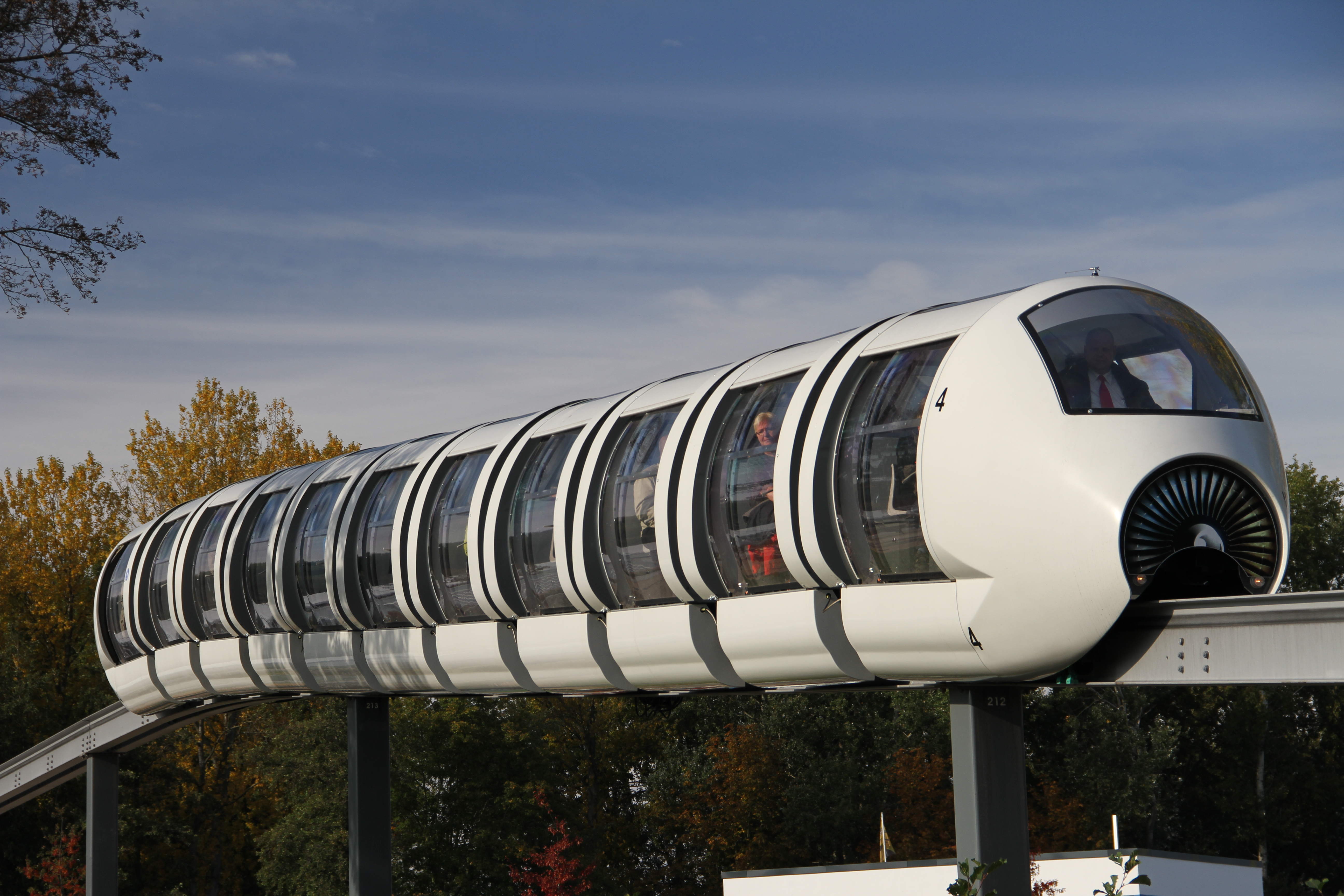
تک‌ریل هامبورگ ، آلمان ، ۲۰۱۳
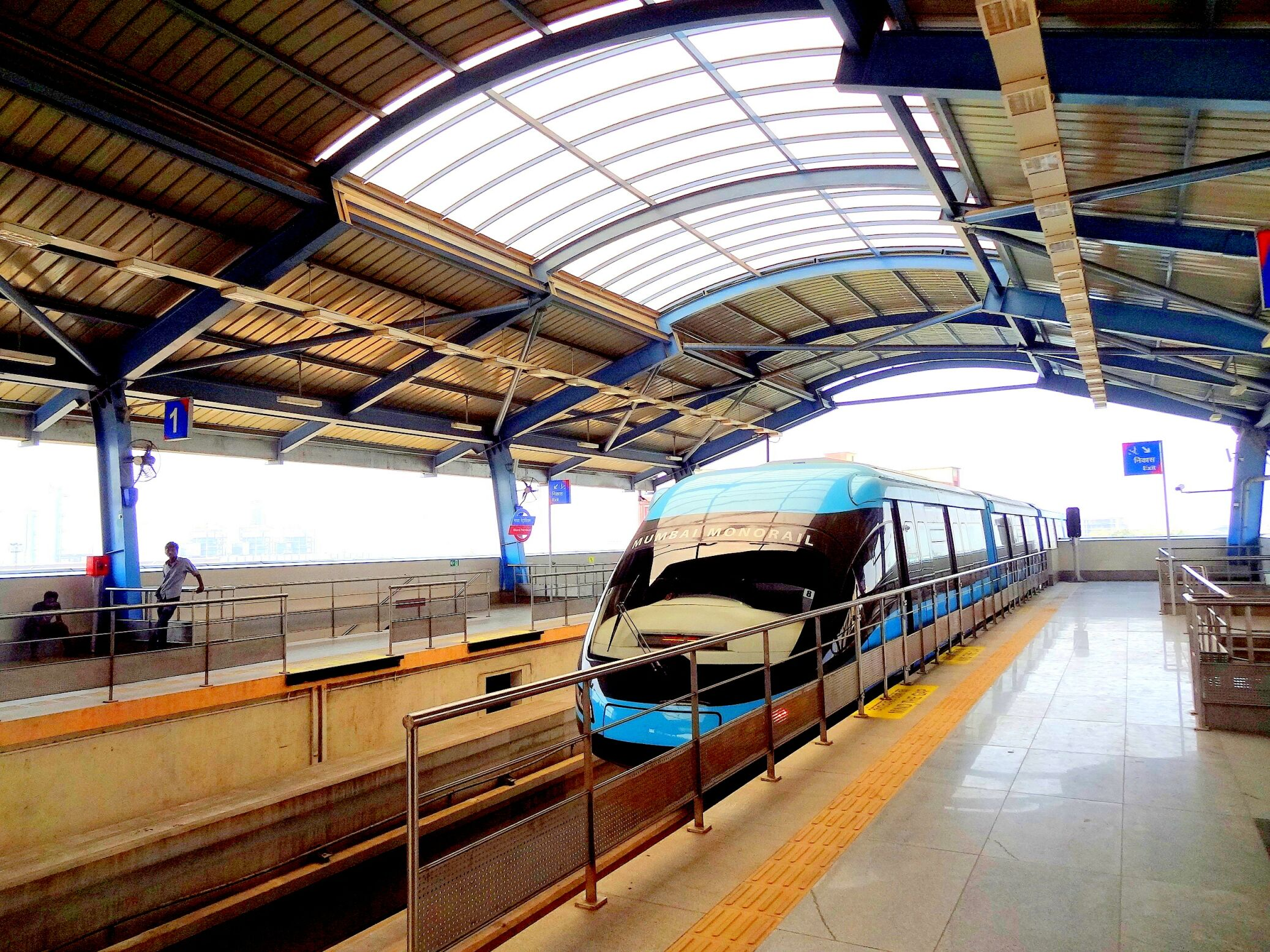
تک‌ریل بمبئی در ایستگاه
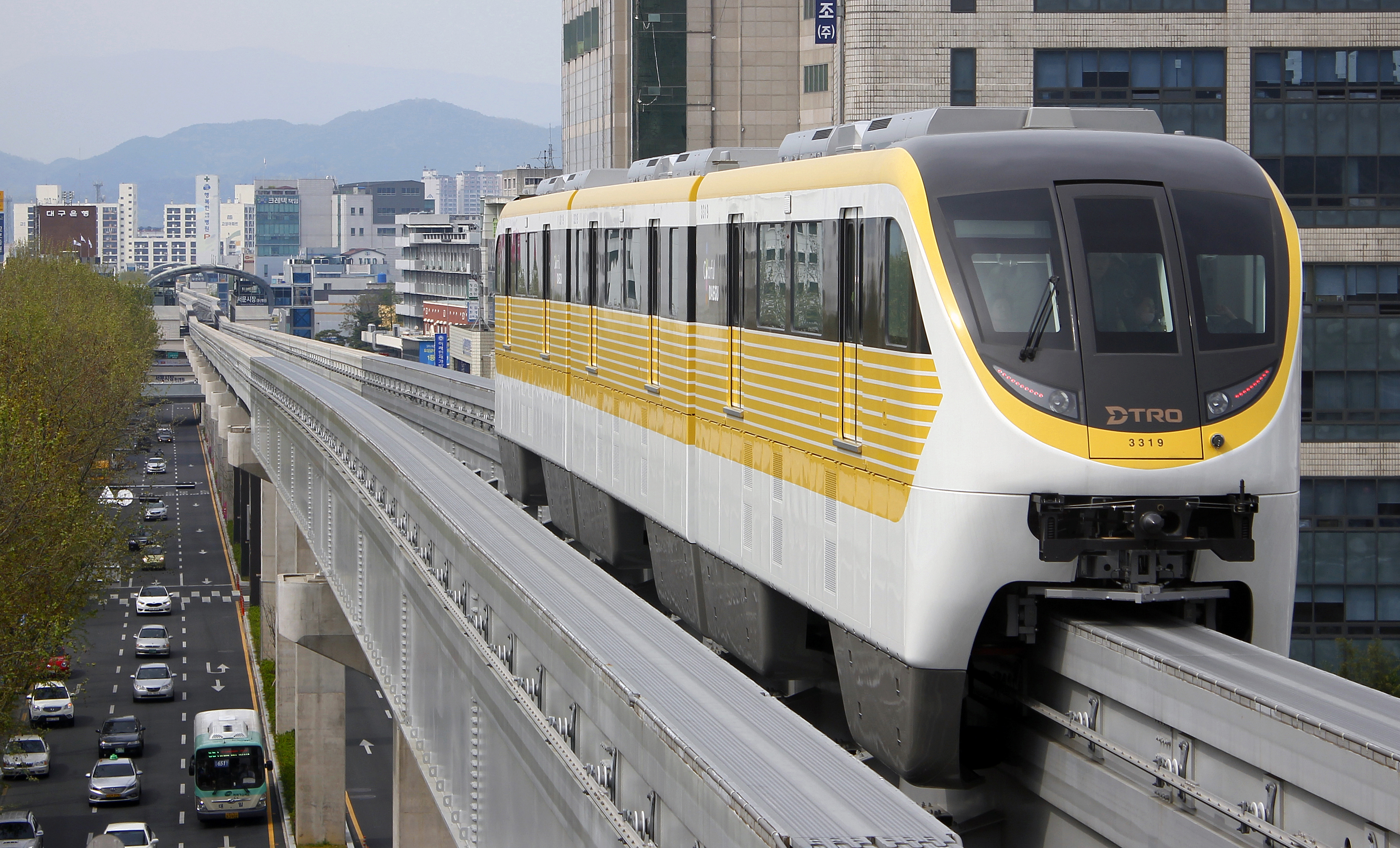
خط ۳ مترو Daegu ، کره جنوبی ، ۲۰۱۵
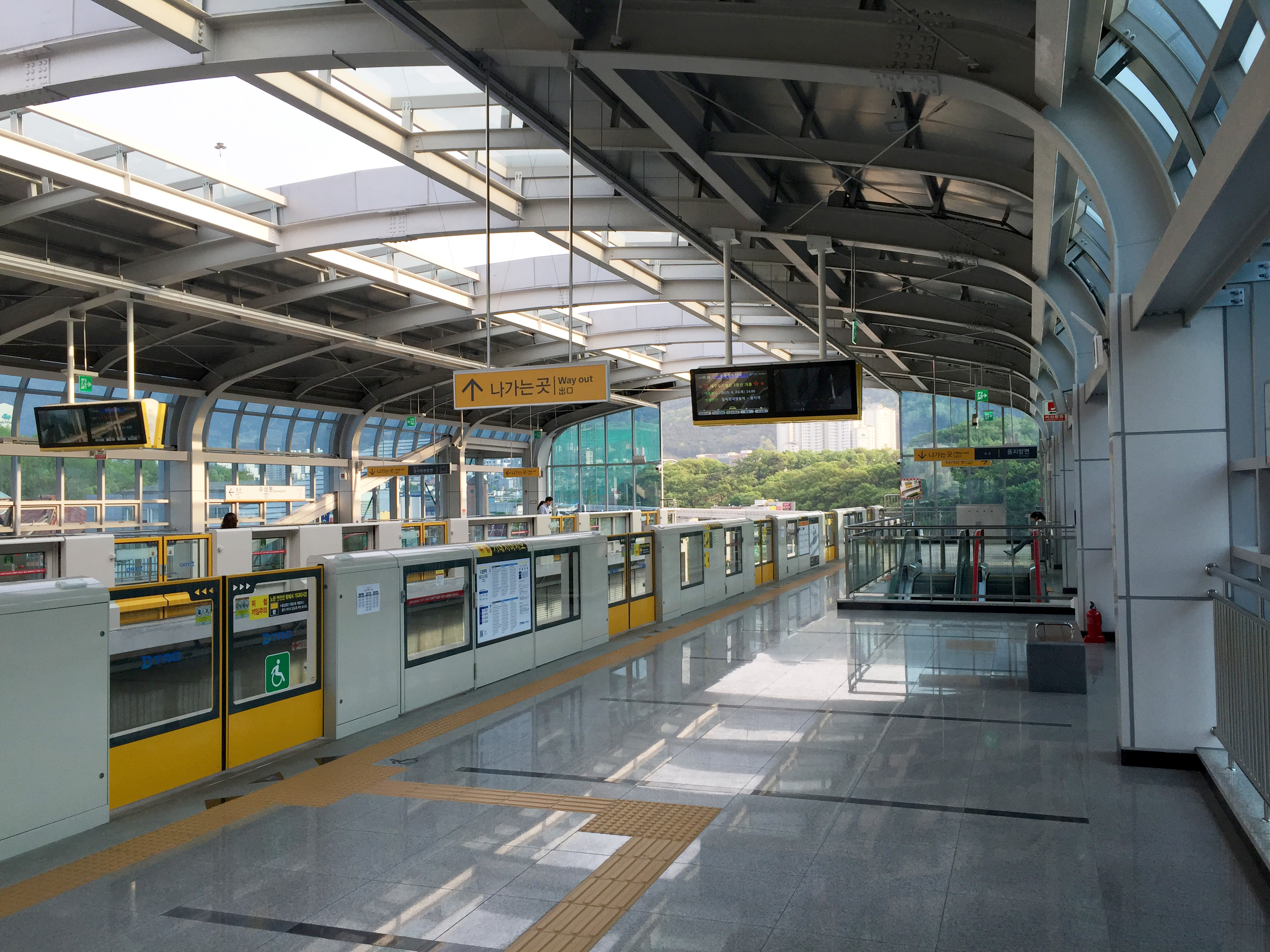
ایستگاه Suseongmot مورد استفاده برای تک‌ریل با درهای جداساز سکو، کره جنوبی، ۲۰۱۵
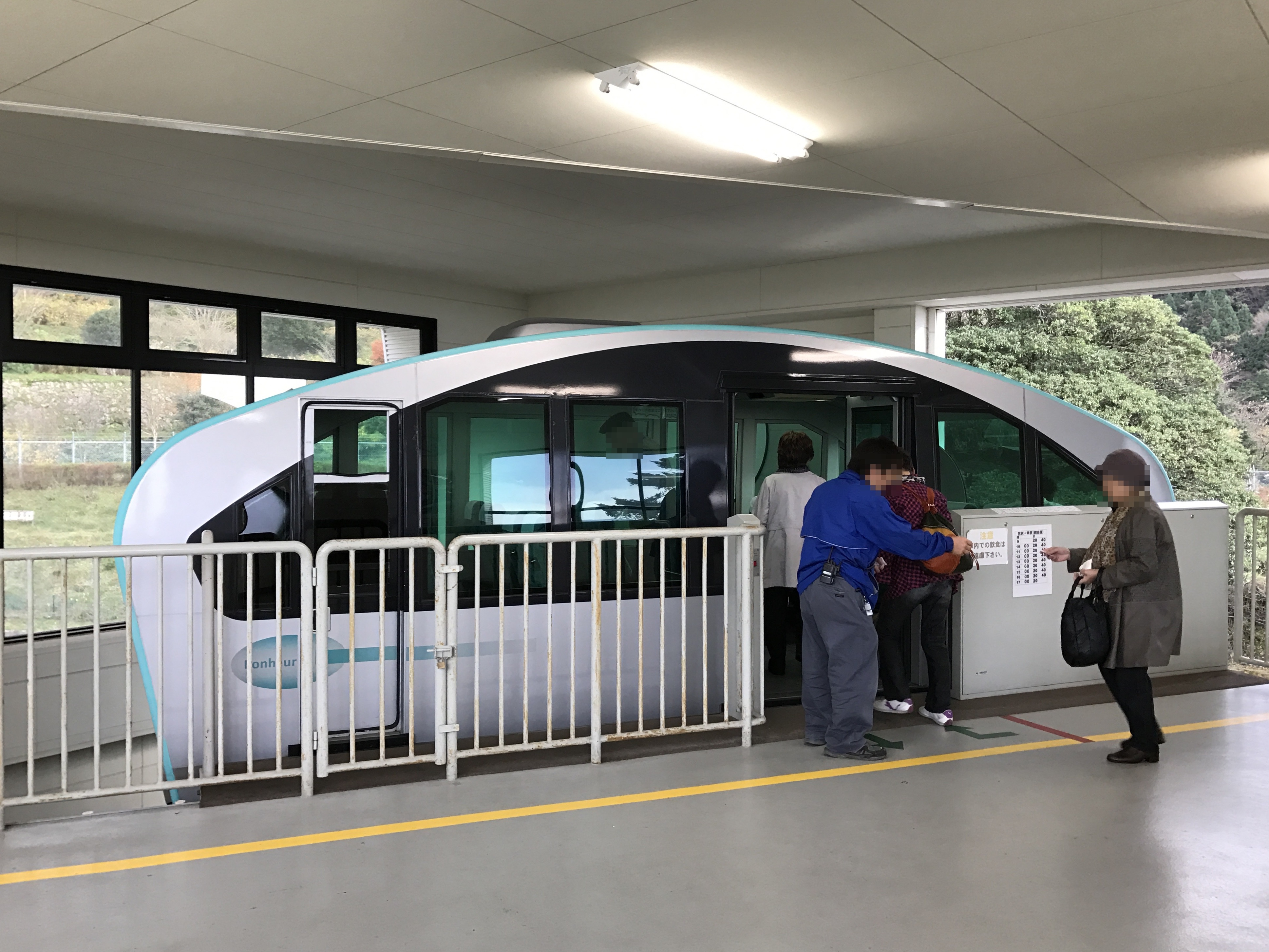
سکوی تک‌ریل واگن Hikosan Kaen، ژاپن، ۲۰۱۶